# Letnie Mistrzostwa Świata Weteranów w Skokach Narciarskich 2019
Letnie Mistrzostwa Świata Weteranów w Skokach Narciarskich 2019 – dwunasta edycja letnich mistrzostw świata weteranów w skokach narciarskich. Rozegrane zostały w dniach 12–14 września w Predazzo.

## Medaliści
| Kategoria wiekowa | Skocznia  | Złoto                                                                              | Srebro                                                                                       | Brąz                                                                                   |
| Mężczyźni         | Mężczyźni | Mężczyźni                                                                          | Mężczyźni                                                                                    | Mężczyźni                                                                              |
| ----------------- | --------- | ---------------------------------------------------------------------------------- | -------------------------------------------------------------------------------------------- | -------------------------------------------------------------------------------------- |
| 65+               | HS-32     | Aleksandr Pachomow                                                                 | Kauko Tikka                                                                                  | —                                                                                      |
| 55-64             | HS-32     | Jan Pavlica                                                                        | Jonny Jenssen Alf                                                                            | Stane Martinjak                                                                        |
| 50-54             | HS-32     | Pietro NIlsson Toracca                                                             | Tino Ranft                                                                                   | Markus Zürcher                                                                         |
| 40-49             | HS-32     | Dmitrij Makarow                                                                    | Petr Matušinský                                                                              | Aleksiej Makarow                                                                       |
| 30-34             | HS-32     | Aleksiej Golicyn                                                                   | Siergiej Nowoselow                                                                           | —                                                                                      |
| 20-29             | HS-32     | Jakub Mirowski                                                                     | Mateusz Las                                                                                  | Bartłomiej Marczak                                                                     |
|                   |           |                                                                                    |                                                                                              |                                                                                        |
| 70+               | HS-66     | Aatto Lamminpää                                                                    | Siergiej Leninskij                                                                           | —                                                                                      |
| 65-69             | HS-66     | Ingebrigt Sørbø                                                                    | Aleksandr Pachomow                                                                           | —                                                                                      |
| 60-64             | HS-66     | Jozef Hýsek                                                                        | Per Espen Andersen                                                                           | Alf Tore Haug                                                                          |
| 55-59             | HS-66     | Knut Bjerke                                                                        | Jack Gasienica                                                                               | Vatle Arnstein                                                                         |
| 50-54             | HS-66     | Pasi Huttunen                                                                      | Gérard Balanche                                                                              | Ole Henning Holt                                                                       |
| 45-49             | HS-66     | Konstantin Grigorjew                                                               | Josef Pavlica                                                                                | Szerlygin Dima                                                                         |
| 35-44             | HS-66     | Oddgeir Heimdal                                                                    | Pavel Bernát                                                                                 | Josef Hlava                                                                            |
| 30-34             | HS-66     | Teemu Salmela                                                                      | Aleksandr Krotoczienko                                                                       | Kurt Moe Kristiansen                                                                   |
| 20-29             | HS-66     | Diego Dellasega                                                                    | Maximilian Guth                                                                              | Nicolas Haydt                                                                          |
|                   |           |                                                                                    |                                                                                              |                                                                                        |
| 60+               | HS-104    | Alf Tore Haug                                                                      | Per Espen Andersen                                                                           | Tom Kaardal                                                                            |
| 55-59             | HS-104    | Knut Bjerke                                                                        | Franz Enderling                                                                              | Jack Gasienica                                                                         |
| 50-54             | HS-104    | Pasi Huttunen                                                                      | Ole Henning Holt                                                                             | Gérard Balanche                                                                        |
| 45-49             | HS-104    | Konstantin Grigorjew                                                               | Josef Pavlica                                                                                | Szerlygin Dima                                                                         |
| 40-44             | HS-104    | Frode Bredesen                                                                     | Josef Hlava                                                                                  | Pavel Bernát                                                                           |
| 30-39             | HS-104    | Teemu Salmela                                                                      | Aleksandr Krotoczienko                                                                       | Oddgeir Heimdal                                                                        |
| 20-29             | HS-104    | Diego Dellasega                                                                    | Nicolas Haydt                                                                                | Maximilian Guth                                                                        |
|                   |           |                                                                                    |                                                                                              |                                                                                        |
| Król skoczni      | HS-104    | Pasi Huttunen                                                                      | Michael Lunardi                                                                              | Ole Henning Holt                                                                       |
| Njadłuższy skok   | HS-104    | Pasi Huttunen                                                                      | Ole Henning Holt                                                                             | Michael Lunardi                                                                        |
| Kobiety           |           |                                                                                    |                                                                                              |                                                                                        |
| —                 | HS-32     | Susanne Ramsland                                                                   | Katarina Tikka                                                                               | Monika Helen Sorensen                                                                  |
|                   |           |                                                                                    |                                                                                              |                                                                                        |
| 35+               | HS-66     | Susanne Ramsland                                                                   | Katarina Tikka                                                                               | Monika Helen Sorensen                                                                  |
| 35-               | HS-66     | Eline Snabb Sylso                                                                  | —                                                                                            | —                                                                                      |
| Drużynowo         |           |                                                                                    |                                                                                              |                                                                                        |
| —                 | HS-66     | Norwegia I - Per Espen Andersen - Knut Bjerke - Ole Henning Holt - Oddgeir Heimdal | Rosja I - Władimir Uljanow - Fidel Terentiew - Konstantin Grigorjew - Aleksandr Krotoczienko | Norwegia II - Ingebrigt Sørbø - Vatle Arnstein - Frode Bredesen - Kurt Moe Kristiansen |

## Klasyfikacja medalowa
| Miejsce | Reprezentacja     | Złoto | Srebro | Brąz | Razem |
| ------- | ----------------- | ----- | ------ | ---- | ----- |
| 1.      | Norwegia          | 9     | 5      | 10   | 24    |
| 2.      | Finlandia         | 7     | 0      | 0    | 7     |
| 3.      | Rosja             | 5     | 6      | 3    | 14    |
| 4.      | Szwecja           | 2     | 3      | 0    | 5     |
| 5.      | Włochy            | 2     | 1      | 1    | 4     |
| 6.      | Czechy            | 1     | 5      | 2    | 8     |
| 7.      | Polska            | 1     | 1      | 1    | 3     |
| 8.      | Słowacja          | 1     | 0      | 0    | 1     |
| 9.      | Niemcy            | 0     | 4      | 2    | 6     |
| 10.     | Szwajcaria        | 0     | 1      | 2    | 3     |
| 11.     | Stany Zjednoczone | 0     | 1      | 1    | 2     |
| 12.     | Słowenia          | 0     | 0      | 1    | 1     |